# Joseph Strick
Joseph Strick (6 de julio de 1923 – 2 de junio de 2010) fue un director, productor y guionista cinematográfico estadounidense.
Nació en Braddock, Pensilvania, y asistió por breve tiempo a la Universidad de Los Ángeles (UCLA), antes de enrolarse en la Armada de su país durante la Segunda Guerra Mundial. En la Armada sirvió como camarógrafo.
En 1948, produjo con Irving Lerner el documental Muscle Beach. En los años 50 trabajó con este y otros cineastas en el documental experimental titulado The Savage Eye (1959).
Strick fue igualmente un hombre de negocios de éxito. Fundó las empresas Electrosolids Corp. (1956), Computron Corp. (1958), Physical Sciences Corp. (1958) y Holosonics Corp. (1960). En 1977 inventó un simulador mecánico de movimiento que fue utilizado luego en los parques de atracciones de Disneylandia con el nombre de "Star Tours."
En los años 60, durante su primer matrimonio, Strick encargó al arquitecto  Oscar Niemeyer la única casa que este diseñó en Norteamérica. Ese matrimonio se disolvió antes de que la casa estuviese terminada, y Strick nunca llegó a ocuparla; se hallaba en Santa Monica Canyon, California.
Su película The Savage Eye (1959) obtuvo un Premio BAFTA. El film fue considerado dentro del movimiento conocido como "Wave New American", junto a las obras de Shirley Clarke y John Cassavetes. En 1970, obtuvo un Óscar al mejor documental por su obra Interviews with My Lai Veterans. Sus más conocidas contribuciones incluyen una adaptación de las novelas de James Joyce Ulises (1967), y Retrato del artista adolescente (1977). También se le recuerda por su película Never Cry Wolf (1983), como productor.
En el Reino Unido, dirigió a la Royal Shakespeare Company en 1964, y al Royal National Theatre en 2003.
En 2010, Strick falleció en París, ciudad en la que vivía desde principios de los años 70, de una insuficiencia cardíaca.

## Filmografía
- 1948: Muscle Beach (documental)
- 1959: The Savage Eye (documental)
- 1963: The Balcony
- 1966: The Hecklers (documental televisivo)
- 1967: Ulysses
- 1969: Justine
- 1970: Tropic of Cancer
- 1971: Interviews with My Lai Veterans (documental)
- 1977: A Portrait of the Artist as a Young Man
- 1983: Never Cry Wolf (productor)

## Premios y nominaciones
Premios Óscar
| Año  | Categoría              | Película                        | Resultado |
| ---- | ---------------------- | ------------------------------- | --------- |
| 1968 | Mejor guion adaptado   | Ulises                          | Nominado  |
| 1970 | Mejor documental corto | Interviews with My Lai Veterans | Ganador   |